# Wieczernica strzałówka
Wieczernica strzałówka (Acronicta psi) – gatunek motyla z rodziny sówkowatych.
Motyl o rozpiętości skrzydeł od 36 do 40 mm. Przednie skrzydła o tle srebrzysto- do ciemnoszarego z odcieniem żółtawym i ciemnym nalotem, nieprzyciemnione pośrodku. Na skrzydłach tych przepaska falista jest cienka, czarna, przerywana na żyłkach, a pozostałe przepaski są słabo widoczne. Plamki okrągła i nerkowata są niekompletne, zbliżone ku sobie i złączone czarną kreską (zobacz: wzór skrzydeł sówek). Na jasnoszarych lub szarych skrzydłach tylnych obecna wąska, ciemna przepaska.
Wzdłuż grzbietu ciemnoniebieskoszarego ciała gąsienicy biegnie żółty pas, a po jej bokach znajdują się czerwone plamki. Roślinami żywicielskimi są różne drzewa i krzewy liściaste.
Gatunek palearktyczny, rozprzestrzeniony od Europy i północnej Afryki po Azję Środkową, pospolity w Polsce.

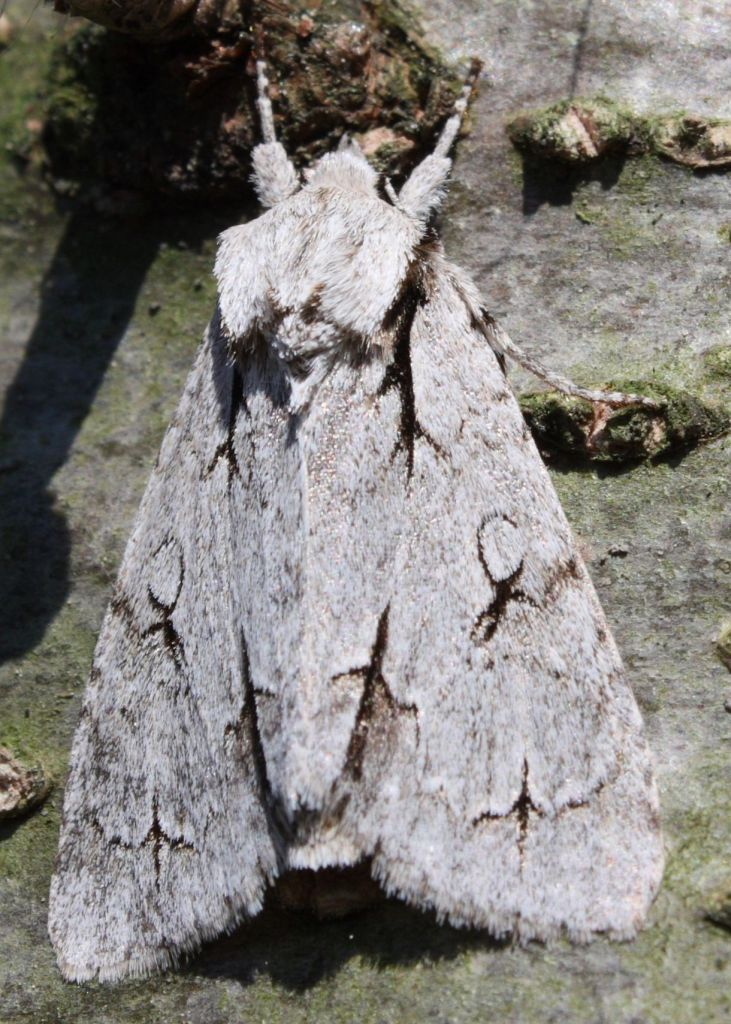
Kamuflaż
- Wideo z młodą gąsienicą
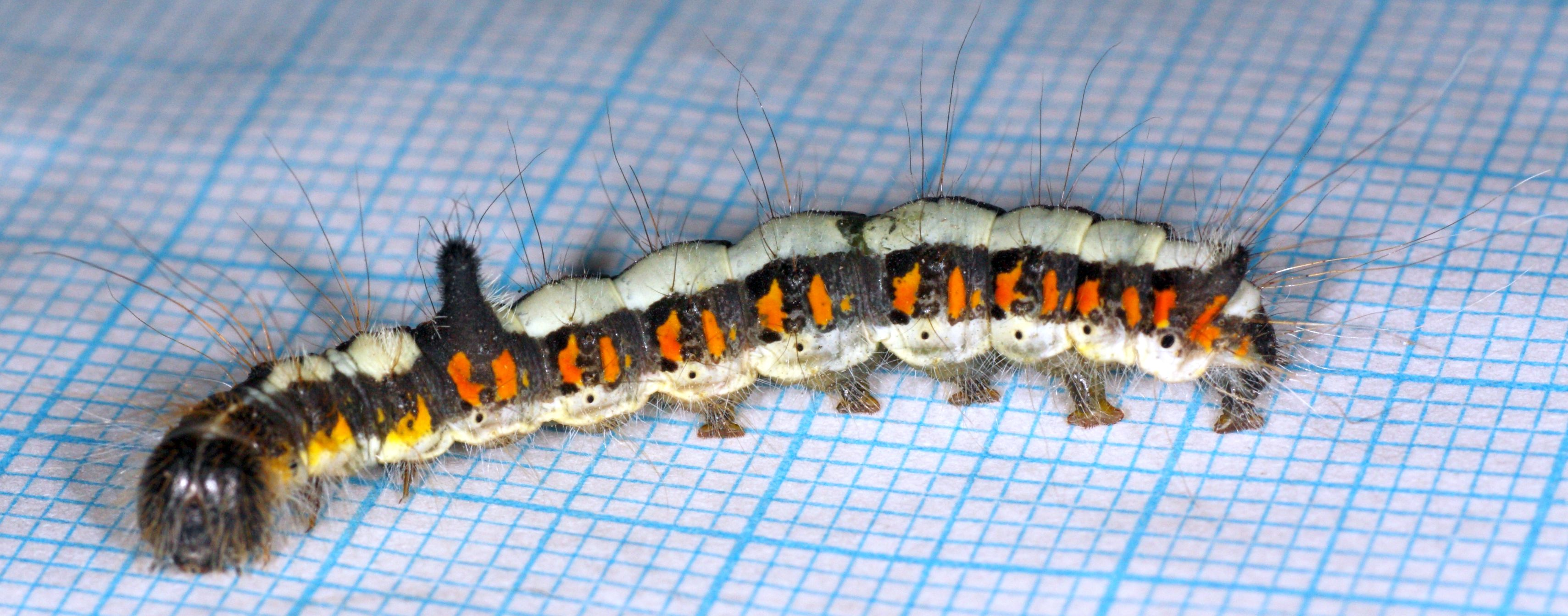
Dorosła larwa w sierpniu
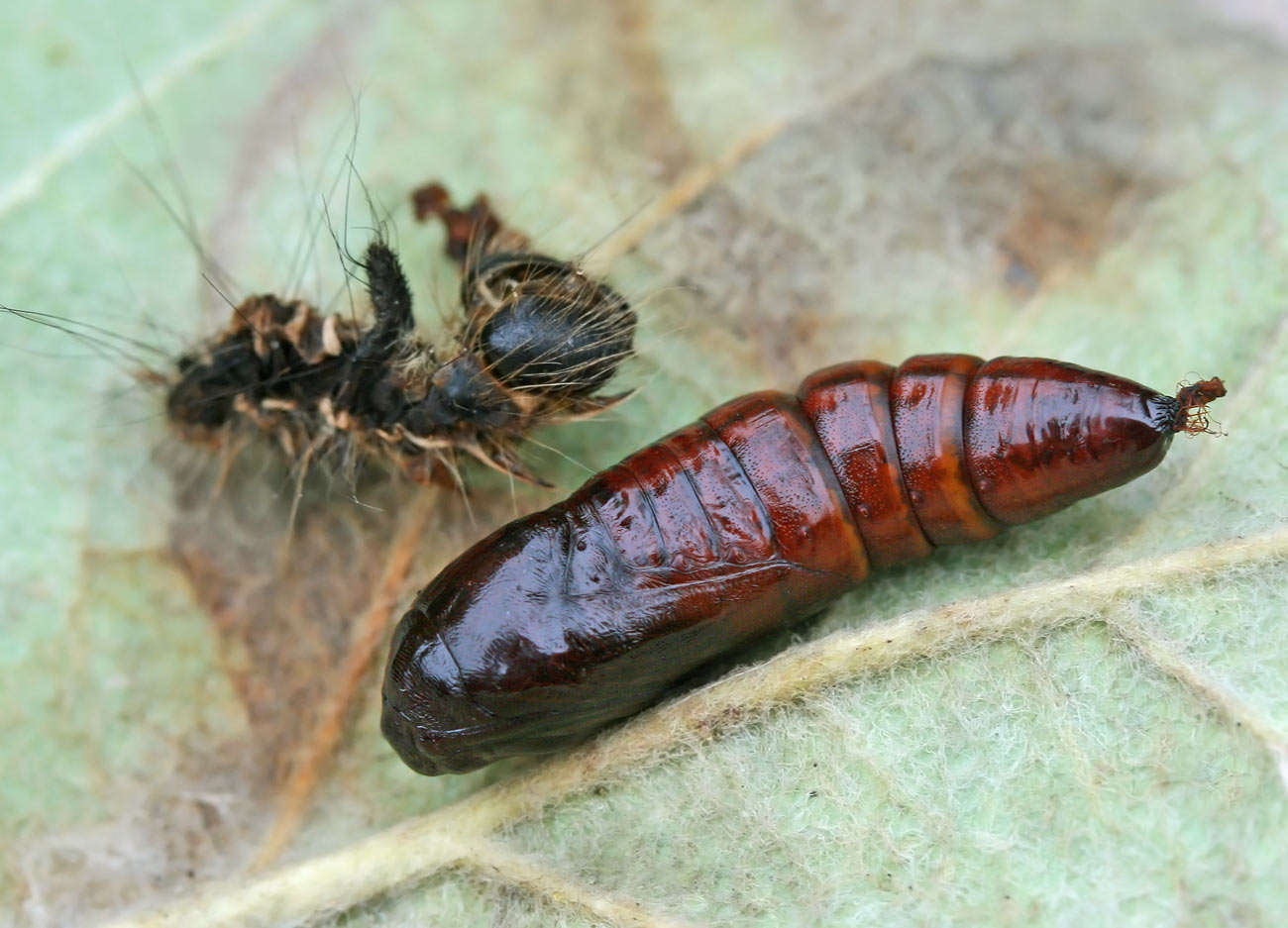
Poczwarka